# Boulevard de l'Hôpital
Le boulevard de l'Hôpital est un boulevard du 13e arrondissement de Paris qui longe aussi le 5e arrondissement.

## Situation et accès
Long de 1 395 mètres, il part de la gare de Paris-Austerlitz, en prolongement du pont d'Austerlitz, et monte en pente douce vers la place d'Italie qu'il rejoint à l'angle de la mairie d'arrondissement. Il dessert le Jardin des plantes et l'hôpital de la Pitié-Salpêtrière. Il suit le parcours de la ligne 5 du métro sur quatre stations.
Le boulevard est un important axe de circulation automobile, bordé d'établissements publics : commissariat général du 13e, École nationale supérieure d'arts et métiers (ENSAM) au no 151, Maison des sciences économiques qui s'ajoutent à ceux déjà cités. Il comporte assez peu de commerces et d'activités de loisir en dehors des boutiques de proximité et des brasseries proches de la gare de Paris-Austerlitz. Le campus principal de l'ENSAM est le centre d'enseignement et de recherche (CER) le plus important de France : il accueille 950 élèves de dernière année.

Entre la Seine et le boulevard Saint-Marcel
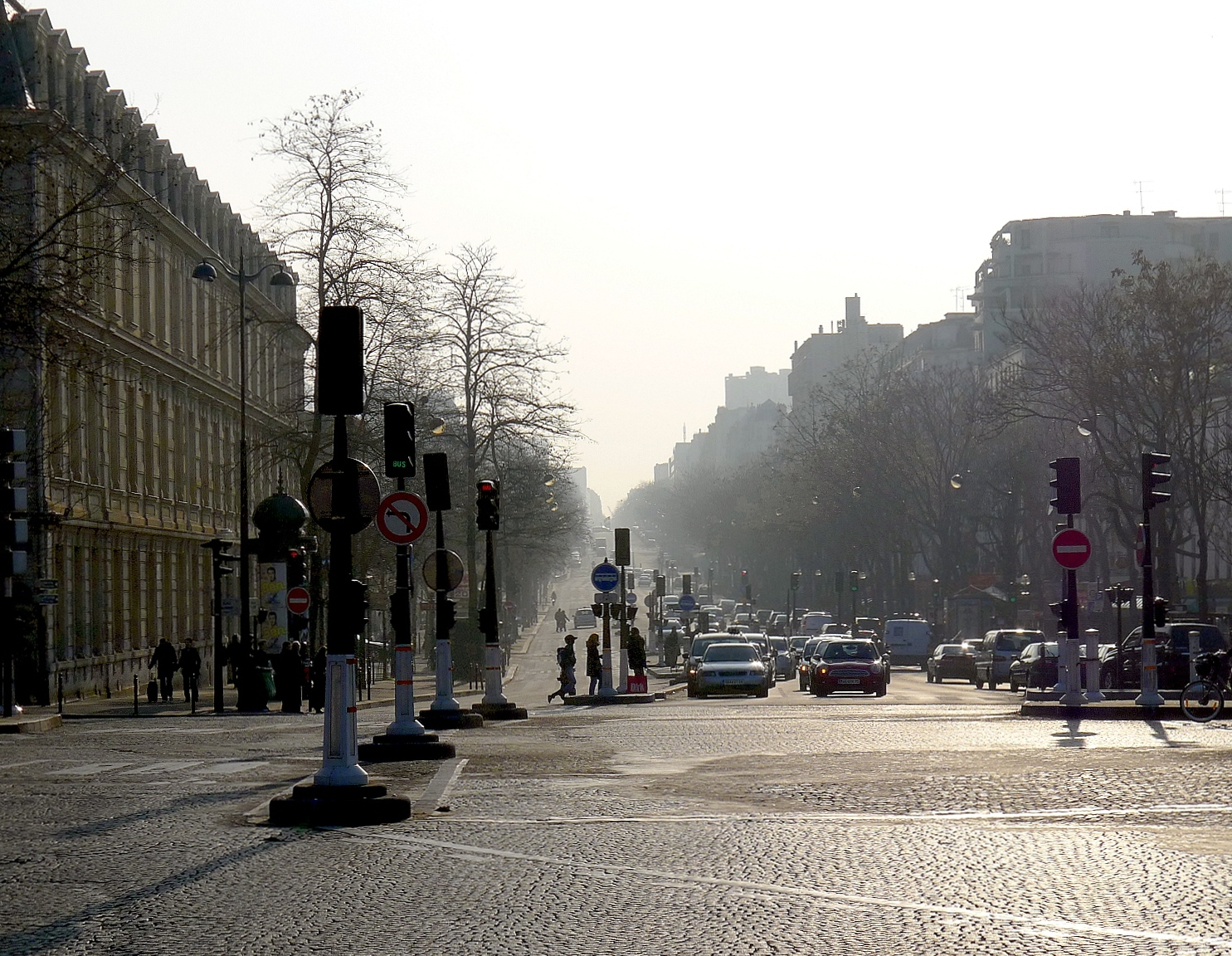
Boulevard de l'Hôpital, perspective vers la place d'Italie.
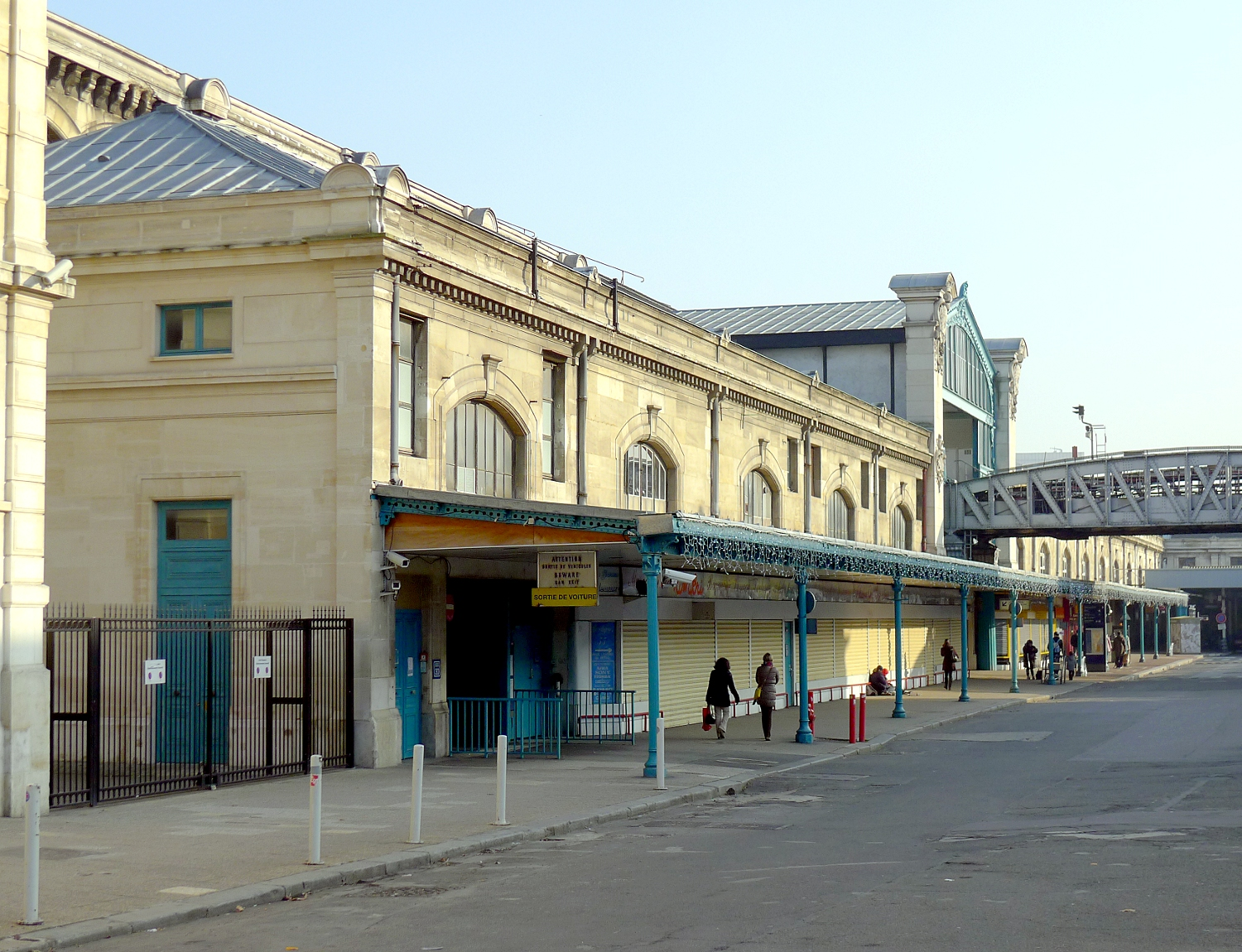
Gare d'Austerlitz, côté boulevard de l'Hôpital.
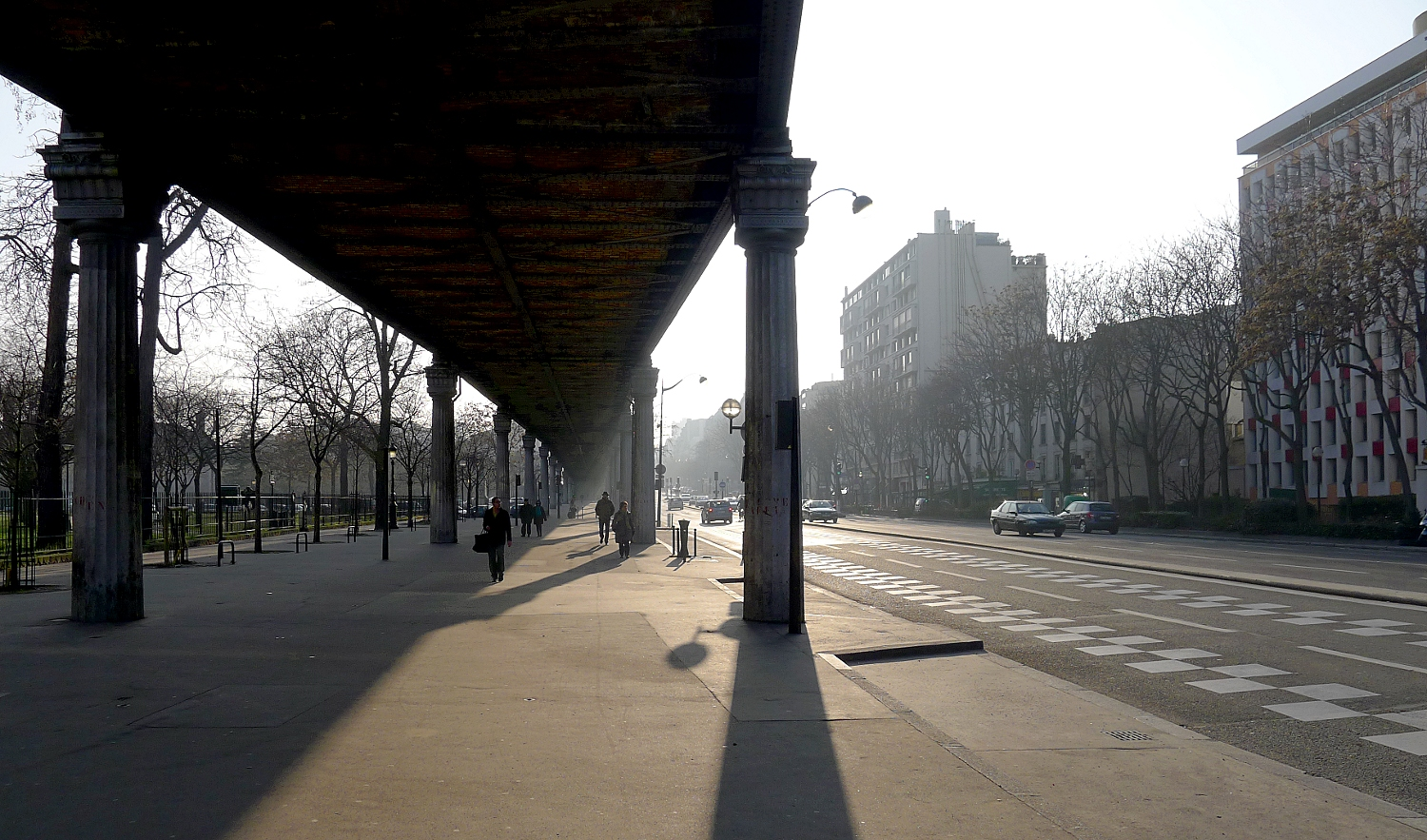
Sous le viaduc du métro.

Entre le boulevard Saint-Marcel et la place d'Italie
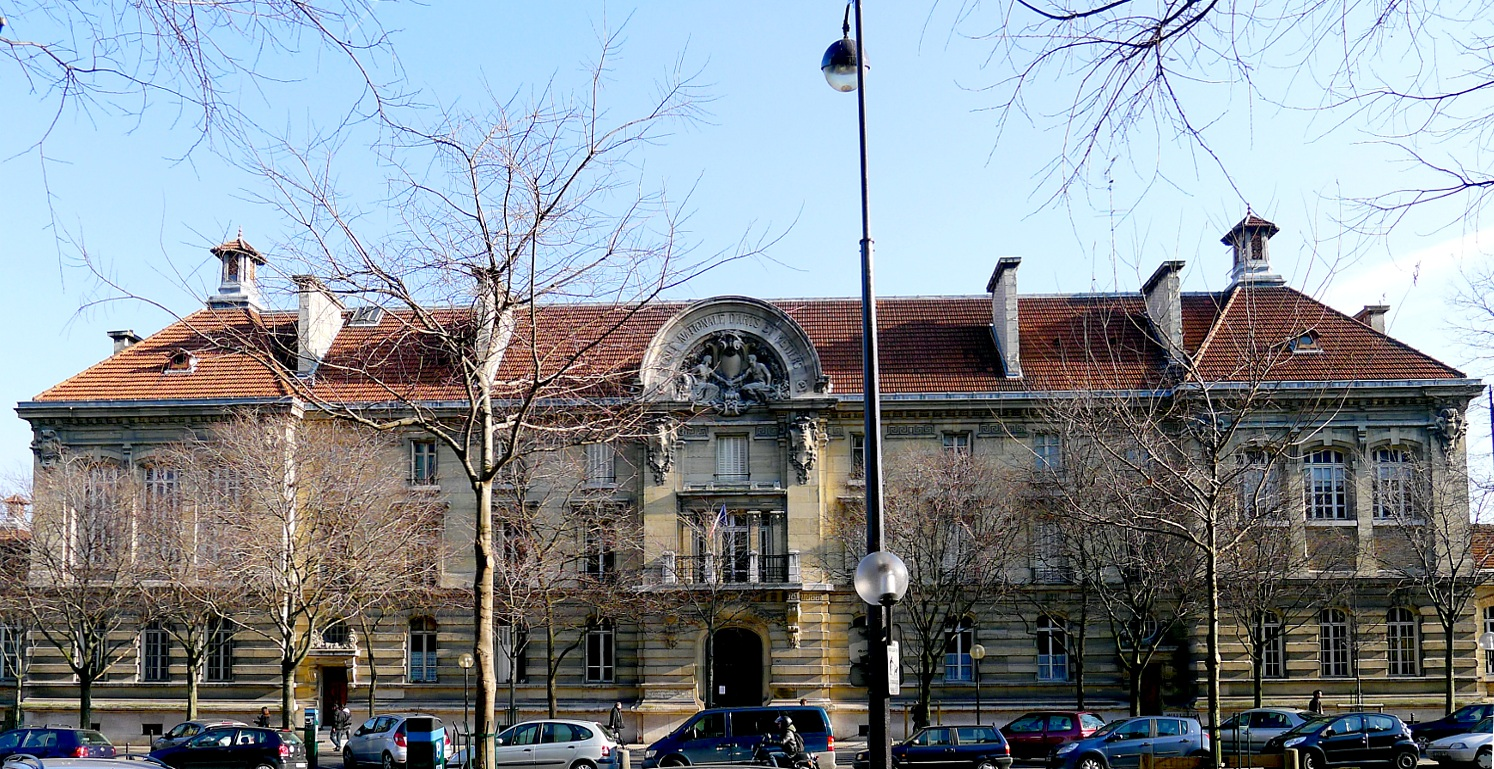
École nationale supérieure d'arts et métiers (ENSAM).
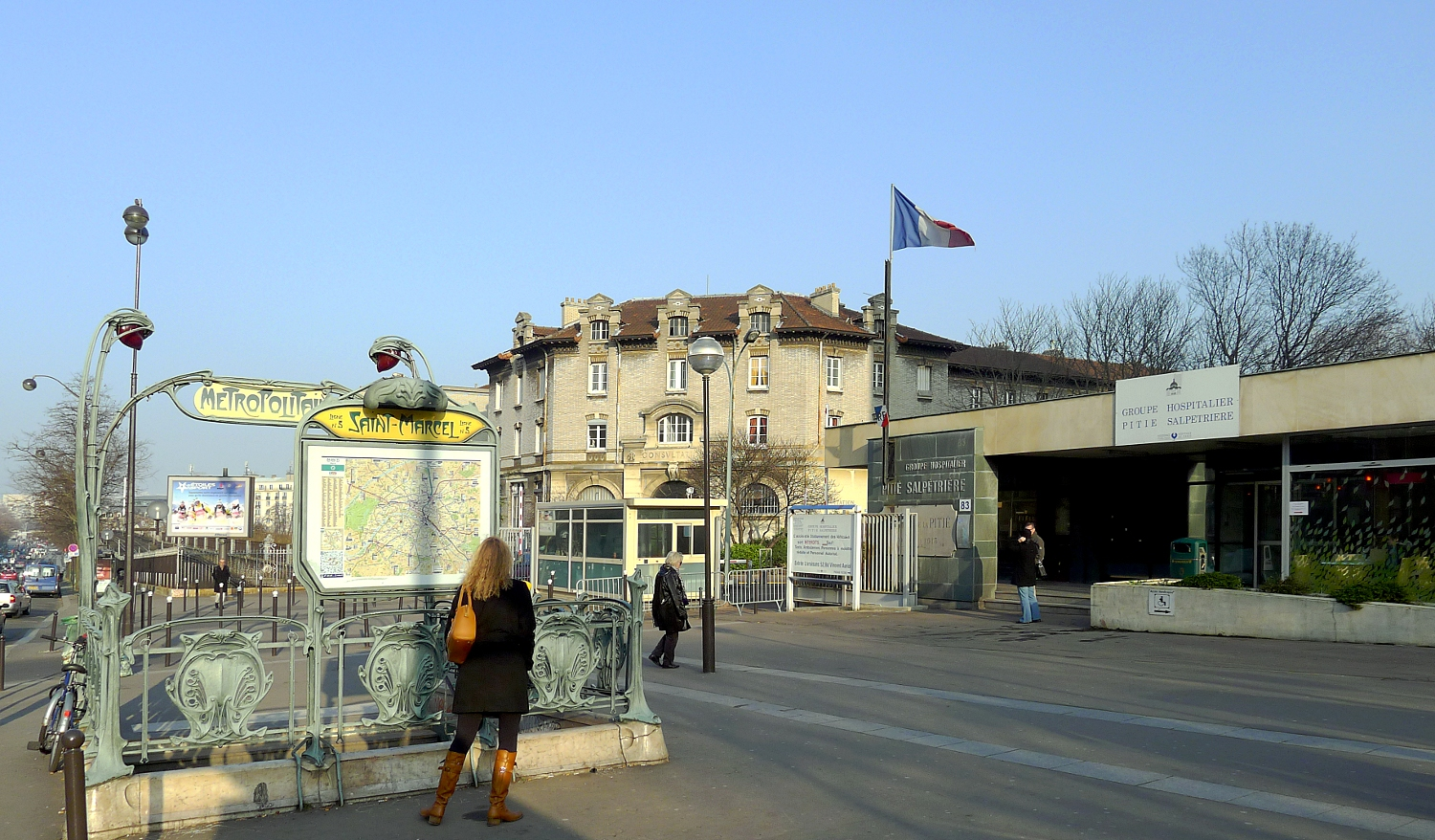
Entrée du groupe hospitalier de la Pitié-Salpêtrière.
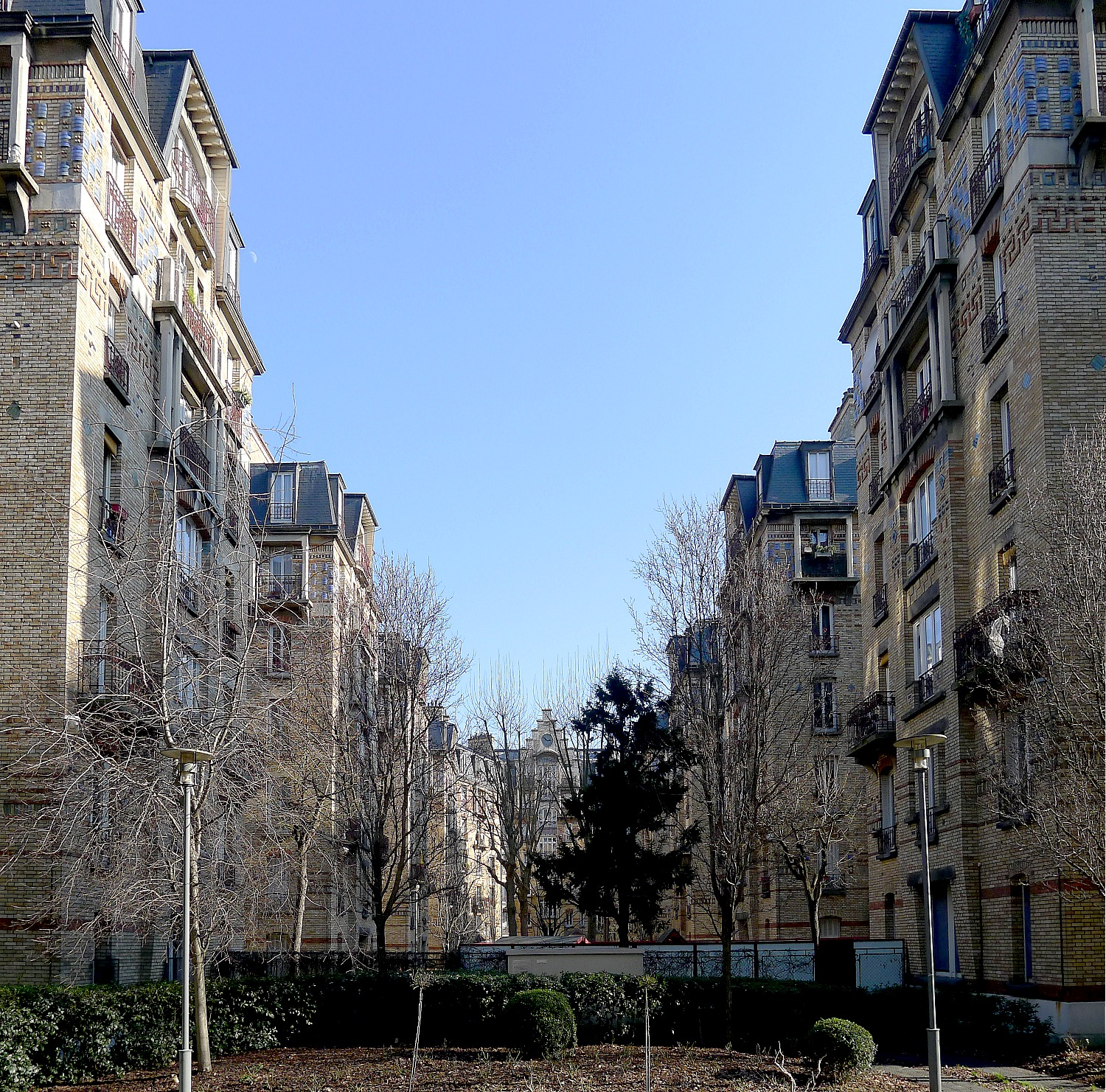
Résidence Campo-Formio.
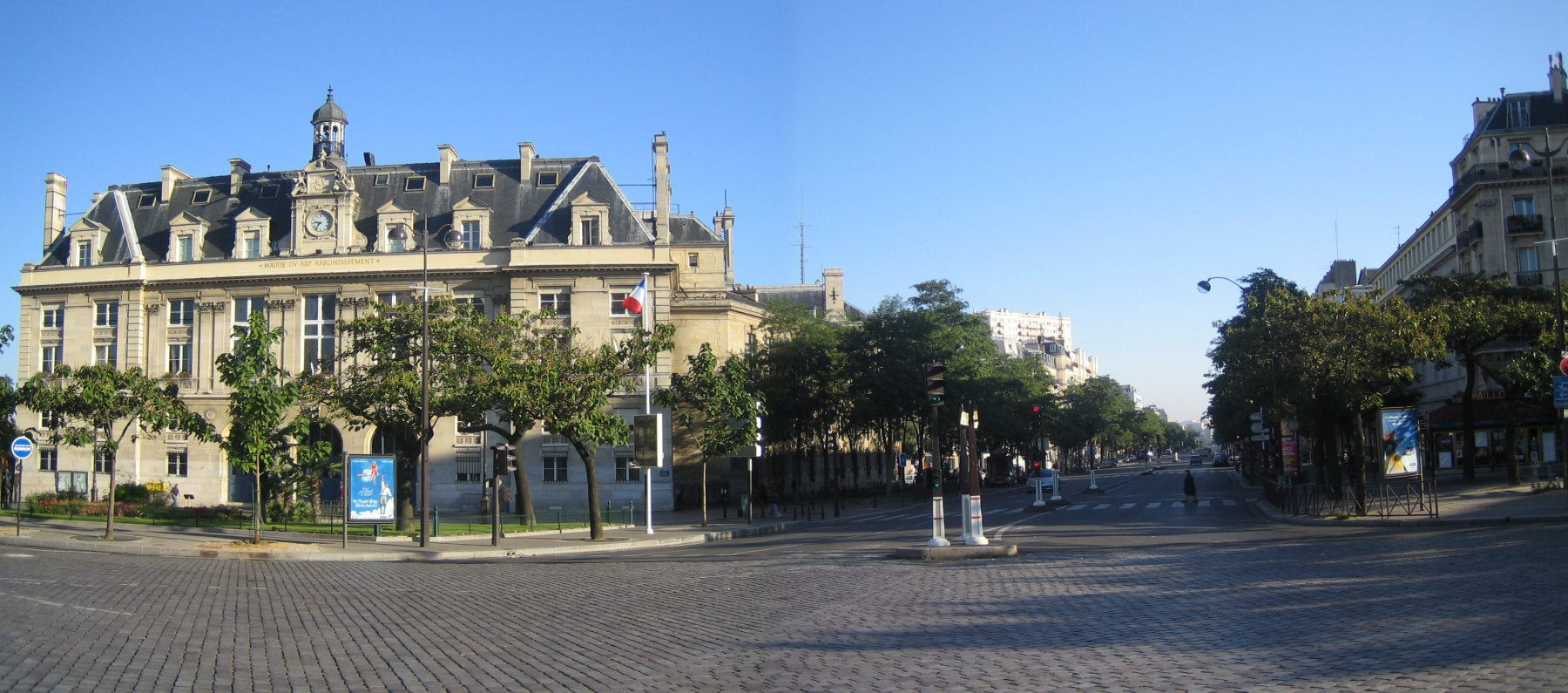
Carrefour du boulevard avec la place d'Italie.

## Origine du nom
Cette voie porte ce nom en raison de son voisinage de l'hôpital de la Pitié-Salpêtrière.

## Historique
Le boulevard de l'Hôpital est l'un des « boulevards du Midi » de Louis XIV, dont la construction devait compléter la ceinture de boulevards déjà réalisée sur la rive droite. Le tracé envisagé par Pierre Bullet vers 1670, symétrique de celui des boulevards du nord en cours d'aménagement, aboutissait au bord de la Seine près de la porte Saint-Bernard. Ce tracé fut déplacé à l'est du jardin du Roi (actuel jardin des Plantes) par un arrêt du 4 novembre 1684. Une allée reliant le Jardin du Roi à la Seine fut aménagée en 1687 à l'emplacement de la partie basse, orientale, de l'actuel Jardin des plantes, à l'ouest du futur boulevard de l'Hôpital, nommée « desserte du Jardin-du-Roi » ou « rue du rempart Saint-Victor ». Un chantier et dépôt de bois se trouvait en 1735 dans ce secteur, jusqu'à ce que Buffon rachète ce terrain pour agrandir le jardin du roi jusqu'à la Seine. En 1752, le bureau de la ville décida de paver et de planter d'arbres un large chemin de terre, qui existait partiellement à cette date, correspondant au boulevard de l'Hôpital, et parfois appelé « route de Fontainebleau ». Par ailleurs, l'ensemble du projet des « boulevards du Midi » est relancé par un arrêt du 9 août 1760.
Les travaux ont avancé lentement et le boulevard a finalement ouvert dans les années 1760 : c'était alors un itinéraire bien plus commode pour les cavaliers et les véhicules que celui, datant de l'antiquité, qui correspond à l'étroite et encombrée rue Mouffetard. C'est ce parcours qu'évoque Gustave Flaubert dans L'Éducation sentimentale : « On s'arrêta longtemps à la barrière [barrière d'octroi à l'emplacement de l'actuelle place d'Italie]. On descendit le boulevard au grand trot. […] Enfin la grille du Jardin des plantes se déploya. »
La partie située du côté des numéros impairs entre la rue Pinel et la rue Fagon marquait la limite des abattoirs de Villejuif.

L'amorce de la construction du boulevard
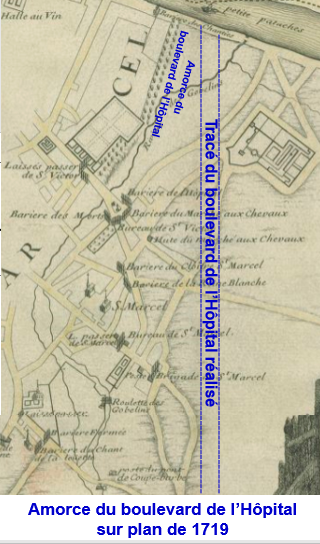
Plan de 1708 : allée tracée en 1687 abandonnée ensuite.
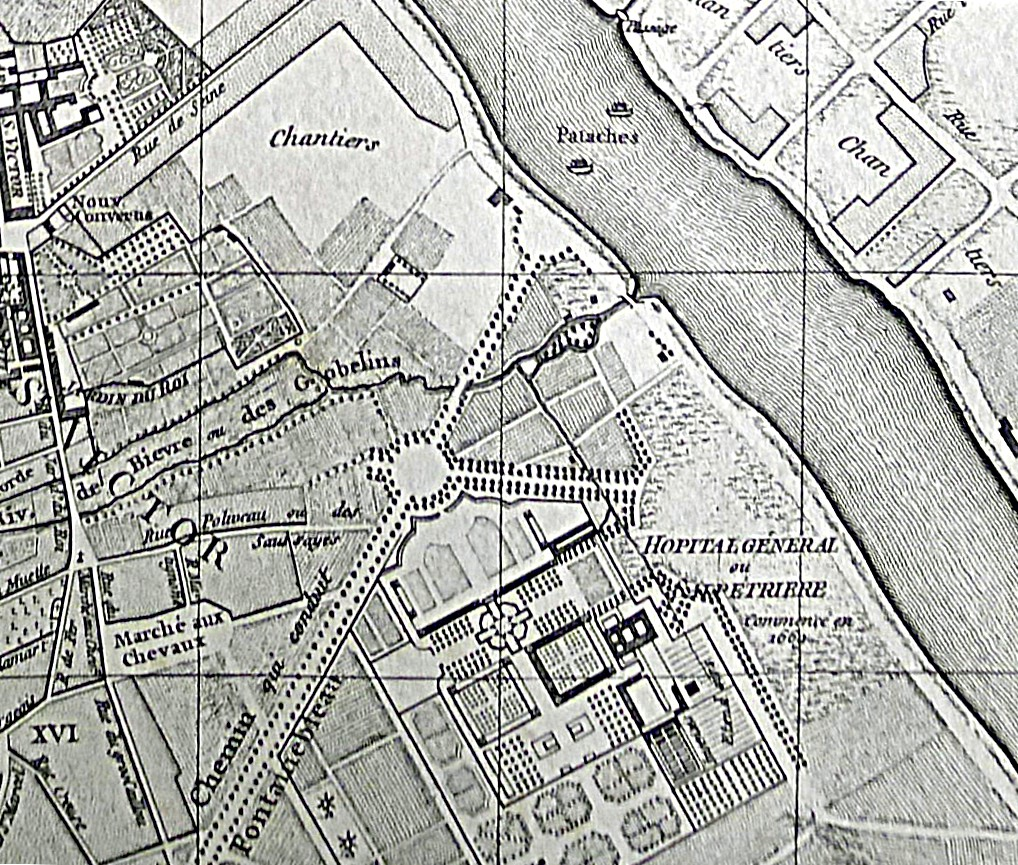
Boulevard de l'Hôpital sur le plan de Vaugondy (1760).

Au XIXe siècle, le boulevard était loin d'être animé, mais pas aussi désert que les autres « boulevards du Midi ». Un guide de 1828 indique que « sur le boulevard de l’Hôpital, le mouvement de population recommence un peu ; on trouve des promeneurs, de jolis cafés et de beaux restaurants avec jardins ».
Victor Hugo évoque le boulevard en 1823 dans Les Misérables : « Il y a quarante ans, le promeneur solitaire qui s’aventurait dans les pays perdus de la Salpêtrière, et qui montait par le boulevard jusque vers la barrière d’Italie, arrivait à des endroits où l’on eût pu dire que Paris disparaissait. Ce n’était pas la solitude, il y avait des passants ; ce n’était pas la campagne, il y avait des maisons et des rues ; ce n’était pas une ville, les rues avaient des ornières comme les grandes routes et l’herbe y poussait ; ce n’était pas un village, les maisons étaient trop hautes. Qu’était-ce donc ? C’était un lieu habité où il n’y avait personne, c’était un lieu désert où il y avait quelqu’un ; c’était un boulevard de la grande ville, une rue de Paris, plus farouche la nuit qu’une forêt, plus morne le jour qu’un cimetière ».
Vers 1850 c'était le lieu du marché aux chevaux, près de l'asile de la Salpêtrière. La peintre animalière Rosa Bonheur avait reçu l'autorisation préfectorale de s'habiller en homme pour pouvoir s'y installer et croquer les scènes. Dans le tableau du Metropolitan Museum, l'hôpital y est visible dans le fond à gauche.

Le boulevard au XIXe siècle
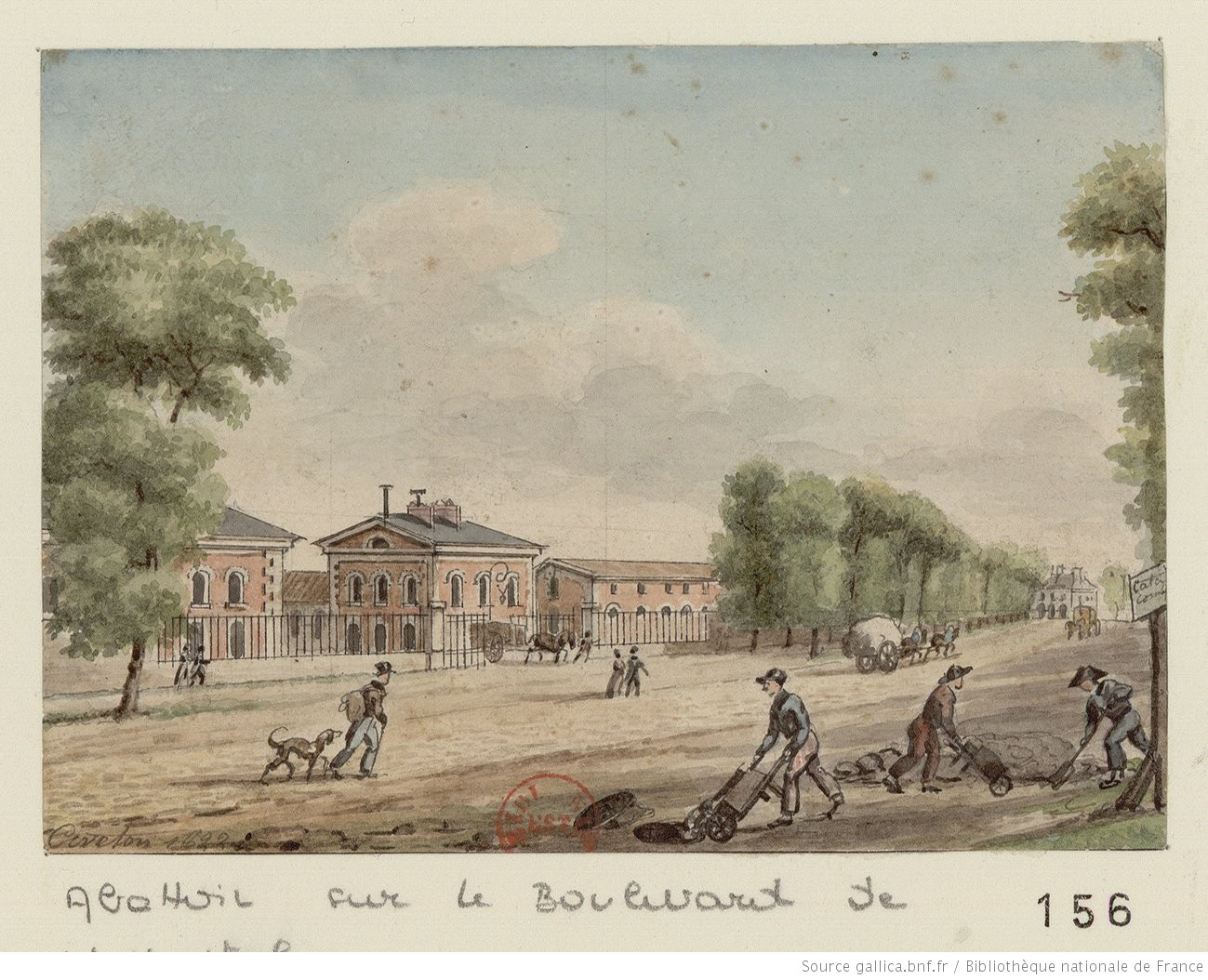
Le boulevard près de l'abattoir au début du XIXe siècle.
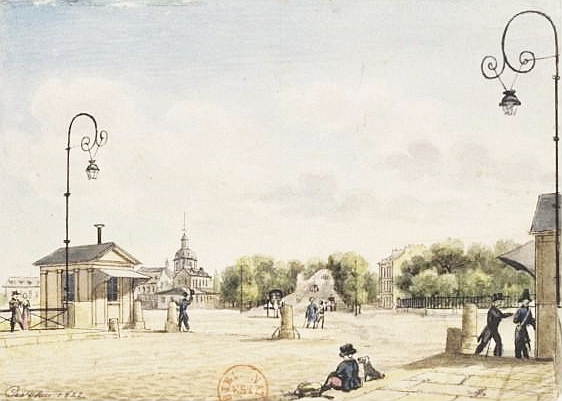
Boulevard de l'Hôpital en 1822, par Christophe Civeton.
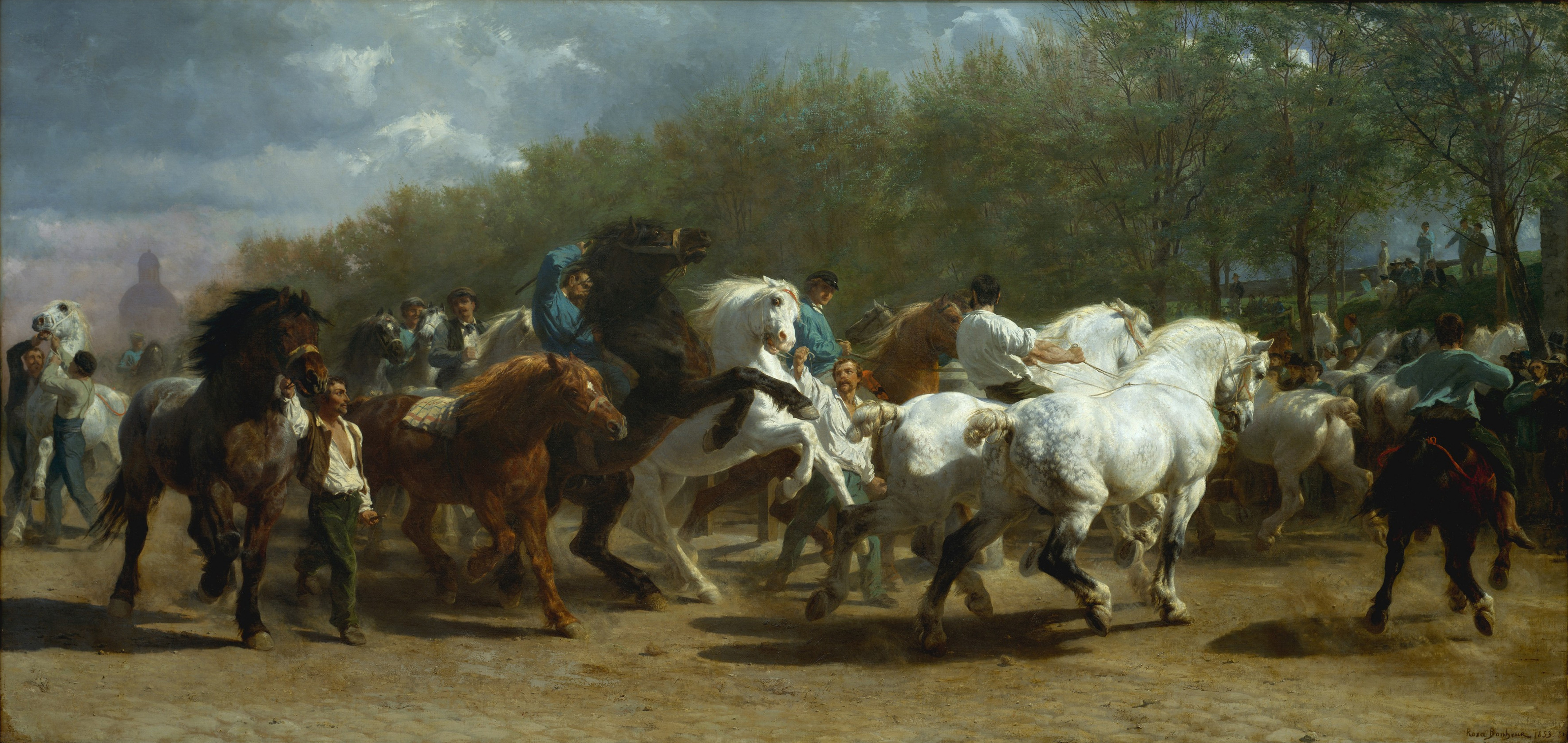
Le Marché aux chevaux Rosa Bonheur, 1852 Metropolitan Museum, New York
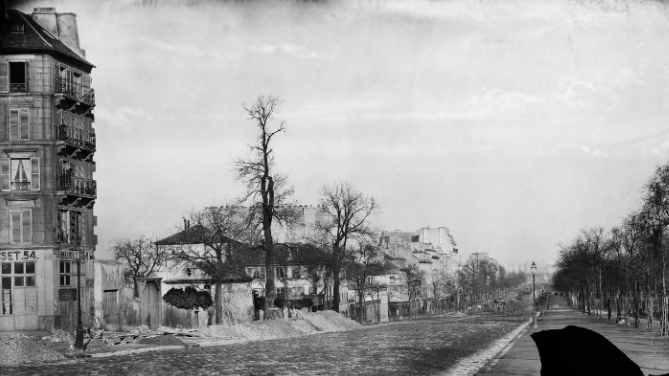
Le boulevard de l'Hôpital en 1888 (photo de Charles Marville).

Dans les projets de rénovation de Paris de l'après-guerre (plan d'urbanisme directeur de 1959), le boulevard de l'Hôpital devait être intégré dans une autoroute urbaine traversant Paris du sud au nord, qui aurait rejoint le boulevard Richard-Lenoir sur la rive droite. Ce plan n'a jamais été mis en œuvre, de sorte que le tracé du boulevard n'a guère évolué depuis les origines.
Le 23 mai 1918, durant la première Guerre mondiale, les nos 104, 106 et 108 du boulevard de l'Hôpital situés à proximité de l'usine d'automobiles Delahaye, rue Pirandello, usine qui travaillait alors pour l'armement, sont touchées lors d'un raid effectué par des zeppelins et des avions allemands.

## Bâtiments remarquables et lieux de mémoire
- non numéroté - début des numéros pairs : extrémité orientale du Jardin des plantes de Paris.
- No 7 bis : gare d'Austerlitz.
- Nos 12-13 : Gang Recording Studio.
- No 33 : bureau de poste.
- no 34 : lieu où exerça le journaliste et avocat Ralph Messac de 1986 à 1992.
- n°46 : lieu de naissance de l'homme politique Jacques Chaban Delmas.
- Nos 47 à 83 : hôpitaux de la Salpêtrière et de la Pitié-Salpêtrière.
- No 68 : emplacement de l'ancienne Maison Vaysset (« Vaysset, bougnat, vend du bon vin »), aujourd'hui restaurant asiatique.
- No 82 : église Saint-Marcel, construite en 1856 pour remplacer un édifice plus ancien. L’église actuelle, due à Daniel Michelin, est inaugurée en 1966. Deux cloches proviennent du théâtre de la Ville - Sarah Bernhardt. L’ancien presbytère subsiste dans le jardin, à l’arrière de l’édifice[9].
- Nos 99 et 101 : à l’arrière des bâtiments, étaient situés les moulin à vent, appelés le moulin Vieux et le moulin Neuf. Ils ont donné le nom au village des Deux-Moulins[10]
- No 104 : la barrière des Deux-Moulins, du mur des Fermiers généraux, était située à l'angle de la rue Duméril.
- No 122 : l'une des entrées du jardin d'immeubles du boulevard de l'Hôpital.
- No 137 : immeubles-cité de Joseph Charlet et Étienne Perrin, construits entre 1922 et 1926[9]. La cité s’étend sur 4070 m2 et comprend 408 logements desservis par 5 cours. Plaque rendant hommage au résistant Robert Andrezowski[11] fusillé le 20 août 1944 et à dix habitants de la cité « déportés et assassinés à Auschwitz parce que nés Juifs ».
- No 151 : École nationale supérieure d'arts et métiers, construite en 1910 par Georges Roussi, à l'emplacement des « abattoirs de Villejuif » détruits en 1907-1908.
- No 153 : siège de la Conférence des directeurs des écoles françaises d'ingénieurs.
- Nos 161-163 : HBM de Henri Sauvage (1909)[12].
- No 169 : sculpture représentant Joséphine Baker en uniforme de l'armée de l'air française (signée C215).

Église Saint-Marcel (clocher)
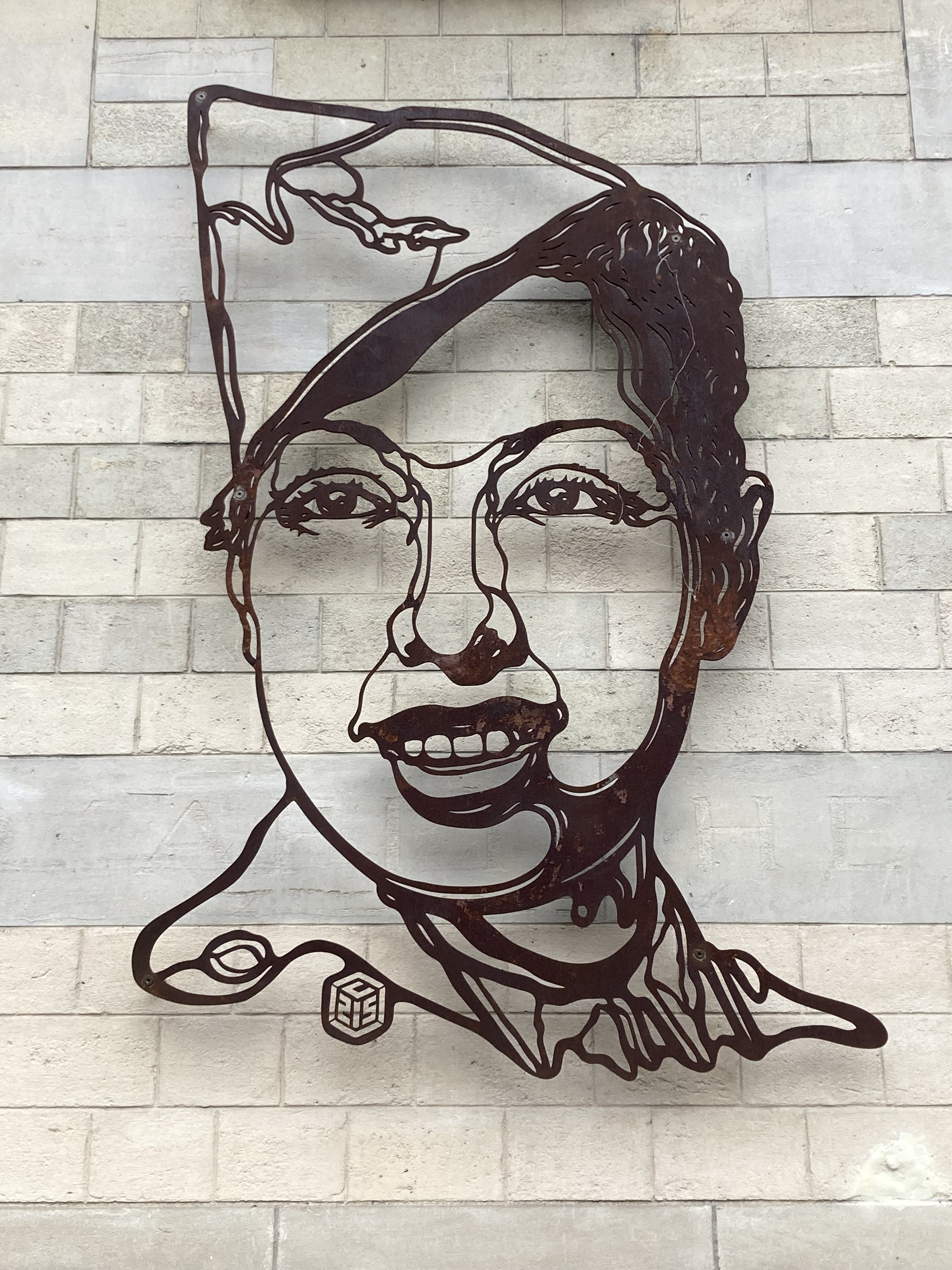
Sculpture de Joséphine Baker par C215.